# The Vow (film 1914)
The Vow è un cortometraggio muto del 1914. Il nome del regista non viene riportato nei credit del film interpretato da Francis McDonald, Joseph Singleton, Fred Whitman.

## Produzione
Il film fu prodotto dalla Balboa Amusement Producing Company. Venne girato a Long Beach, la cittadina californiana sede della casa di produzione.

## Distribuzione
Distribuito dalla Box Office Attractions Company, il film - un cortometraggio di tre bobine presentato da William Fox - uscì nelle sale cinematografiche degli Stati Uniti il 12 ottobre 1914.